# Aurora Basket Jesi 2007-2008
L'Aurora Basket Jesi 2007-2008, sponsorizzata Fileni, ha preso parte al campionato professionistico italiano di Legadue.

## Verdetti
- Legadue:
  - stagione regolare: 8º posto su 16 squadre (17-13);
  - playoff: eliminazione in finale contro Caserta (1-3);
- Coppa Italia di Legadue:
  - vittoria in finale contro Ferrara.

## Roster
| Giocatori |
| --------- |

|    | Naz.                                               | Ruolo | Sportivo           | Anno | Alt. | Peso |  |
| -- | -------------------------------------------------- | ----- | ------------------ | ---- | ---- | ---- |  |
| 5  | Italia (bandiera)                                  | C     | Michele Maggioli   | 1977 | 212  | 114  |  |
| 7  | Stati Uniti (bandiera) · Belgio (bandiera)         | PG    | Ryan Hoover        | 1974 | 188  | 83   |  |
| 8  | Montenegro (bandiera) · Italia (bandiera)          | PG    | Miloš Stijepović   | 1986 | 183  | 83   |  |
| 9  | Italia (bandiera)                                  | P     | Alberto Rossini    | 1969 | 192  | 83   |  |
| 11 | Stati Uniti (bandiera) · Italia (bandiera)         | P     | Anthony Maestranzi | 1984 | 178  | 75   |  |
| 14 | Turks e Caicos (bandiera) · Regno Unito (bandiera) | C     | Rodger Farrington  | 1976 | 200  | 103  |  |
| 15 | Stati Uniti (bandiera)                             | A     | David Moss         | 1983 | 196  | 94   |  |
| 17 | Italia (bandiera)                                  | A     | Daniele Bonessio   | 1988 | 199  | 97   |  |
| 18 | Italia (bandiera)                                  | AC    | Giacomo Eliantonio | 1988 | 205  | 99   |  |
| 20 | Italia (bandiera)                                  | C     | Davide Cantarello  | 1968 | 214  | 110  |  |

| Staff tecnico                                |
| -------------------------------------------- |
| Allenatore: Andrea Capobianco                |
| Assistenti: Luca Ciaboco, Massimiliano Milli |

Legaduebasket: Dettaglio statistico